# Ksenon Michailidis
Ksenon Michailidis (gr. Ξενον Μιχαηλίδης) – grecki strzelec. Brał udział w Letnich Igrzyskach Olimpijskich 1896 w Atenach.
Michailidis startował w zawodach z karabinem dowolnym i pistoletem wojskowym. Jego miejsca i wyniki w tych konkursach nie są znane, choć nie ukończył żadnego z nich w pierwszej piątce.